# Jean-Claude Cornu
Jean-Claude Cornu (Nantes, 24 de mayo de 1938-Cricquebœuf, 25 de noviembre de 2023) fue un deportista francés que compitió en vela en la clase 470. Ganó una medalla de bronce en el Campeonato Europeo de 470 de 1966.

## Palmarés internacional
| Campeonato Europeo | Campeonato Europeo         | Campeonato Europeo | Campeonato Europeo |
| Año                | Lugar                      | Medalla            | Clase              |
| ------------------ | -------------------------- | ------------------ | ------------------ |
| 1966               | Boulogne-sur-Mer (Francia) | Medalla de bronce  | 470                |